# متلازمة أوستريان
المتلازمة النمساوية: حالة طبية وصفها روبرت النمساوي لأول مرة في عام 1957. ويتكون الثالوث الكلاسيكي من الالتهاب الرئوي والتهاب الشغاف والتهاب السحايا، وكلها ناجمة عن الجرثومة العقدية الرئوية. وهو مرتبط بادمان الكحول، بسبب وجود قصور الطحال(انخفاض وظائف الطحال)، ويمكن رؤيته بين الذكور الذين تتراوح أعمارهم بين (40-60) سنة. 